# Château de Ballyloughan
Le château de Ballyloughan est un château en ruine et un monument national près de Bagenalstown, dans le comté de Carlow en Irlande. Une guérite à deux tours, le hall et les fondations d'une des tours d'angle, datant d'environ 1300, subsistent.

## Histoire
Ballyloughan se trouve à l'extrémité ouest d'une crête glaciaire près du mont Leinster. Le château est de forme à peu près carrée et les murs mesurent par endroits jusqu'à 15 mètres de haut et 1,50 mètre d'épaisseur. Rien n'est enregistré sur l'histoire ancienne du château, bien que la majorité de ses caractéristiques soient typiques de la construction du XIIIe siècle.